# 개폐 제어기
개폐 제어기(ON-OFF controller)는 실내 온도 조절기와 같이 현재의 실내온도가 목표치보다 높으면 보일러가 꺼지고(OFF), 목표치보다 낮으면 보일러가 켜지는(ON), 액추에이터가 개폐만 되는 간단한 기능을 가진다. 비싸지 않으므로 산업용이나 가정용 제어 시스템에서 널리 사용되고 있다.